# Samuel A. DiPiazza

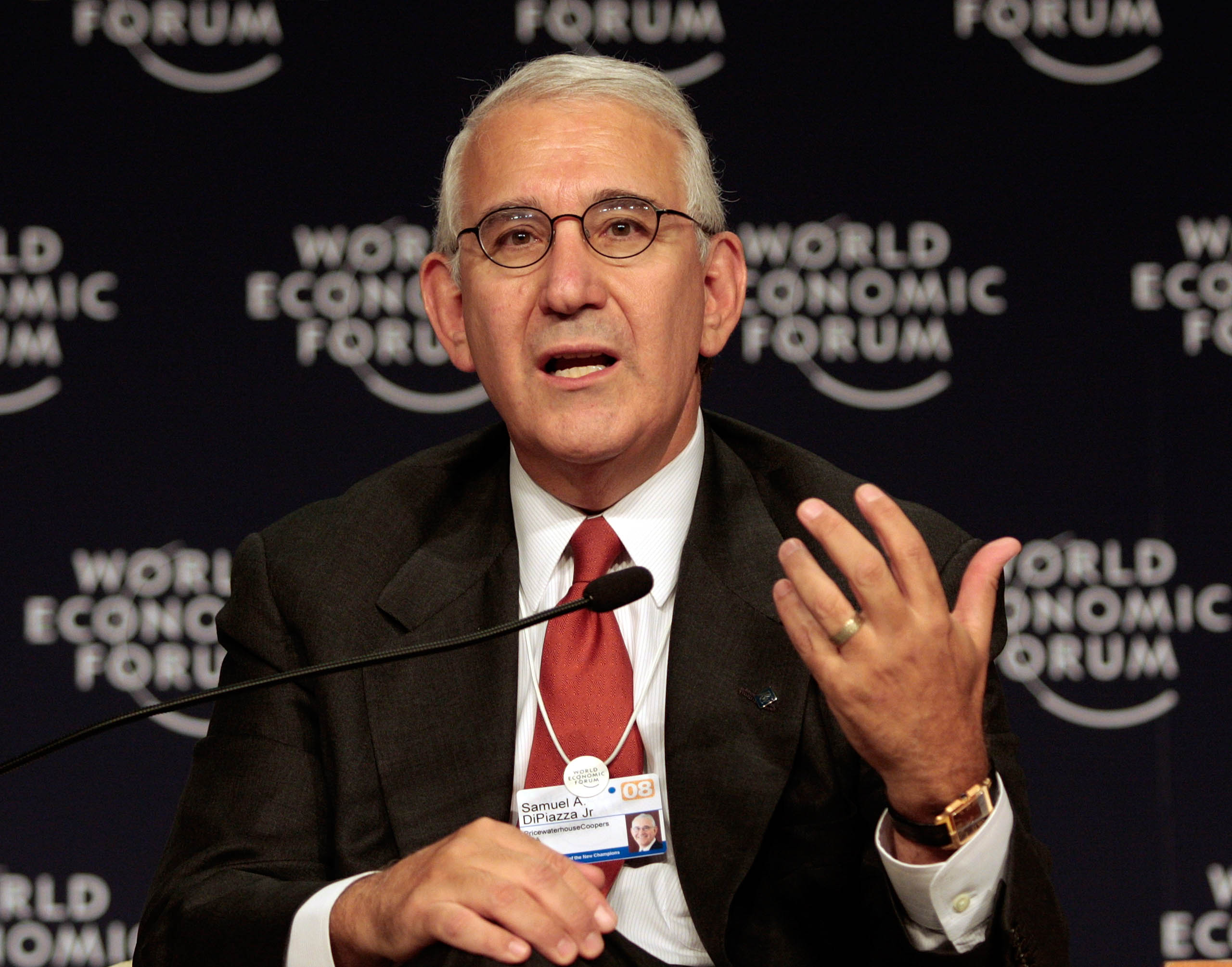
DiPiazza (2008)

Samuel A. DiPiazza Jr. (* 12. Juni, 1950) ist ein US-amerikanischer Manager. Der Wirtschaftsprüfer leitete zwischen 2002 und 2009 das internationale Netzwerk von PricewaterhouseCoopers International (PwC). Seit 2022 ist er Chair of the Board von Warner Bros. Discovery.

## Beruflicher Werdegang
DiPiazza absolvierte sein Studium an der University of Alabama, wo er seinen Bachelor in Buchhaltung (engl. "Accounting") erwarb. Anschließend schloss er sein Masterstudium in Steuerbilanzierung an der University of Houston ab. Er schloss sich 1973 dem PwC-Vorgänger Coopers & Lybrand an, bei dem er 1979 der jüngste Partner der Firmengeschichte wurde. 1994 wurde er für die Region New York zuständiger Partnern und stieg nach der Fusion von Coopers & Lybrand mit Price Waterhouse zu PricewaterhouseCoopers 1998 zum Leiter der Tax-und-Legal-Sparte der US-amerikanischen Netzwerkgesellschaft von PwC auf. 2000 rückte er an die Spitze der US-Gesellschaft auf, ehe er zwei Jahre später die Leitung des globalen Netzwerks übernahm.
2009 schied DiPiazza bei PwC aus und wechselte nach einer Cooling-off-Periode später zu Citigroup, wo er zwischen 2011 und 2014 im Bereich Corporate and Investment Banking tätig war. Ab 2015 war er Mitglied des Vorstands von AT&T und nahm parallel Verwaltungsratsmandate bei Regions Financial, Jones Lang LaSalle und ProAssurance wahr. Nach der Fusion von WarnerMedia und Discovery Anfang 2022 wurde er von AT&T als Chair of the Board zum neu entstandenen Unternehmen Warner Bros. Discovery entsandt.